# Los chicos con las chicas (canción)
Los chicos con las chicas es una canción de la banda de pop española Los Bravos, publicada en 1967. Se incluye en la banda sonora de la película del mismo título.

## Descripción
Calificada como brillante, la canción aborda el tema del choque generacional entre unos jóvenes con ganas de divertirse y bailar y unos mayores anclados en la edad de piedra.
Fue uno de los temas más populares de su época y alcanzó el número uno en la lista de los más vendidos en España. Según Mike Kennedy, la canción estuvo a punto de ser censurada por la dictadura franquista.

## Versiones
Los Bravos grabaron una versión en lengua inglesa con el título de Down.